# Vazha Margvelashvili
Vazha Margvelashvili (3 ottobre 1993) è un judoka georgiano.

## Palmarès
- Giochi olimpici

Tokyo 2020: argento nei 66 kg.
- Mondiali

Astana 2015: bronzo nella gara a squadre;
Budapest 2017: bronzo nei 66kg.
- Campionati europei

Kazan 2016: oro negli 66kg e nella gara a squadre;
Varsavia 2017: oro nella gara a squadre.
Lisbona 2021: argento nei 66 kg.
- Giochi europei

Minsk 2019: bronzo nei 66 kg
- Campionati europei juniores

Porec 2012: argento nei -60kg.

### Vittorie nel circuito IJF
| Data             | Località   | Paese               | Categoria  |
| ---------------- | ---------- | ------------------- | ---------- |
| 25 marzo 2016    | Tbilisi    | Georgia             | Gran Prix  |
| 24 febbraio 2017 | Düsseldorf | Germania            | Gran Prix  |
| 30 marzo 2018    | Tbilisi    | Georgia             | Grand Prix |
| 27 ottobre 2018  | Abu Dhabi  | Emirati Arabi Uniti | Grand Slam |
| 16 novembre 2018 | L'Aia      | Paesi Bassi         | Grand Prix |